# 上海城市雕塑艺术中心
上海城市雕塑艺术中心位于上海市长宁区新华路街道淮海西路570号，是一家雕塑艺术主题的美术馆。原址为上海第十钢铁厂（建于1956年），乃是在废旧厂房的基础上改建而成。
2005年，上海市城市雕塑委员会办公室、上海市城市规划管理局等，根据市规划部门的选址意见，将位于淮海西路570号（原上钢十厂）内废弃的冷轧带钢厂厂房，通过保护性改造和功能重塑，建立上海城市雕塑艺术中心。
2014年，入选上海市文物保护单位。